# Communauté d'agglomération du Grand Villeneuvois
La communauté d'agglomération du Grand Villeneuvois est une communauté de communes française, située dans le département de Lot-et-Garonne et la région Nouvelle-Aquitaine.

## Historique
La communauté de communes du Villeneuvois a été créée par arrêté préfectoral du 25 juin 1999.
Elle a été étendue en 2009 de 10 à 16 communes par fusion avec la communauté de communes du Roquentin — à l'exception de Sauvagnas qui rejoint la communauté d'agglomération d'Agen — et  reçoit à cette occasion la nouvelle appellation communauté de communes du Villeneuvois (CCV).
La communauté de communes du Grand Villeneuvois est née le 1er janvier 2010 de la fusion de deux collectivités : la communauté de communes du Villeneuvois et la communauté de communes du Roquentin. En début d'année 2011, deux autres communes ont rejoint la CCGV étendant alors le territoire sur 18 communes dans la perspective de devenir une communauté d'agglomération.
Le 1er janvier 2012, Hautefage-la-Tour rejoint la CCGV, permettant ainsi la création par un arrêté préfectoral du 23 décembre 2011 d'une nouvelle structure intercommunale, qui garde la dénomination de communauté d'agglomération du Grand Villeneuvois et qui constitue la troisième communauté d'agglomération de Lot-et-Garonne par sa population. Elle gagne de nouvelles compétences : transports urbains, politique de la ville, logement et habitat.

## Territoire communautaire

### Composition
La communauté d'agglomération est composée des 19 communes suivantes :

| Nom                          | Code Insee | Gentilé         | Superficie (km2) | Population (dernière pop. légale) | Densité (hab./km2) |
| ---------------------------- | ---------- | --------------- | ---------------- | --------------------------------- | ------------------ |
| Casseneuil (siège)           | 47049      | Casseneuillois  | 18,09            | 2 340 (2022)                      | 129                |
| Allez-et-Cazeneuve           | 47006      | Alléziens       | 10,69            | 609 (2022)                        | 57                 |
| Bias                         | 47027      | Biassais        | 12,29            | 2 965 (2022)                      | 241                |
| Cassignas                    | 47050      | Cassignacais    | 7,86             | 128 (2022)                        | 16                 |
| Castella                     | 47053      | Chatelains      | 12,52            | 377 (2022)                        | 30                 |
| La Croix-Blanche             | 47075      | Cruciblanchais  | 13,05            | 1 081 (2022)                      | 83                 |
| Dolmayrac                    | 47081      | Dolmayracais    | 19,4             | 714 (2022)                        | 37                 |
| Fongrave                     | 47099      | Fongravais      | 9,46             | 625 (2022)                        | 66                 |
| Hautefage-la-Tour            | 47117      |                 | 20,75            | 1 028 (2022)                      | 50                 |
| Laroque-Timbaut              | 47138      | Roquentins      | 21,64            | 1 589 (2022)                      | 73                 |
| Lédat                        | 47146      | Lédatais        | 12,43            | 1 430 (2022)                      | 115                |
| Monbalen                     | 47171      | Monbalenois     | 13               | 449 (2022)                        | 35                 |
| Pujols                       | 47215      | Pujolais        | 24,98            | 3 776 (2022)                      | 151                |
| Saint-Antoine-de-Ficalba     | 47228      | Antonins        | 10,93            | 714 (2022)                        | 65                 |
| Saint-Étienne-de-Fougères    | 47239      | Stéphanois      | 9,9              | 862 (2022)                        | 87                 |
| Saint-Robert                 | 47273      | Saint-Robertois | 6,74             | 192 (2022)                        | 28                 |
| Sainte-Colombe-de-Villeneuve | 47237      |                 | 18,92            | 498 (2022)                        | 26                 |
| Sainte-Livrade-sur-Lot       | 47252      | Saint-Livradais | 30,94            | 6 518 (2022)                      | 211                |
| Villeneuve-sur-Lot           | 47323      | Villeneuvois    | 81,32            | 22 004 (2022)                     | 271                |

### Démographie
| 1968   | 1975   | 1982   | 1990   | 1999   | 2006   | 2011   | 2016   | 2022   |
| ------ | ------ | ------ | ------ | ------ | ------ | ------ | ------ | ------ |
| 39 910 | 41 870 | 44 329 | 45 126 | 45 358 | 47 509 | 48 066 | 47 909 | 47 899 |

## Administration

### Siège
Le siège de la communauté de communes est situé à Casseneuil, au 24, rue du Vieux Pont.

### Élus
La communauté d'agglomération est administrée par son conseil communautaire, composé pour la mandature 2020-2026 de 62 conseillers municipaux représentant chacune des communes membres répartis en fonction de leur population de la manière suivante :
| Nombre de conseillers | Communes |
| --------------------- | --- |
| 20                    | Villeneuve-sur-Lot |
| 7                     | Sainte-Livrade-sur-Lot |
| 4                     | Bias, Pujols |
| 3                     | Casseneuil, Laroque-Timbaut, |
| 2                     | Allez-et-Cazeneuve, La Croix-Blanche, Dolmayrac, Fongrave, Hautefage-la-Tour, Lédat, Saint-Antoine-de-Ficalba, Saint-Étienne-de-Fougères |
| 1 (+1 suppléant)      | Cassignas, Castella, Monbalen, Saint-Robert, Sainte-Colombe-de-Villeneuve,                                                               |

Le bureau communautaire pour la mandature 2020-2026 est constitué du président, des 12 vice-présidents, de 12 conseillers délégués et de 7 conseillers communautaires.

### Liste des présidents
| Période                                          | Période                       | Identité         | Étiquette | Qualité |
| ------------------------------------------------ | ----------------------------- | ---------------- | --------- | --- |
| Communauté de communes du Villeneuvois           |                               |                  |           | |
| Les données manquantes sont à compléter.         |                               |                  |           | |
| 6 mars 2001                                      | 6 octobre 2008                | Jérôme Cahuzac   | PS        | Chirurgien Maire de Villeneuve-sur-Lot (2001 → 2012) Député de Lot-et-Garonne (3e circ.) (1997 → 2002 et 2007 → 2012) Conseiller général de Villeneuve-sur-Lot-Sud (1998 → 2001) Démissionnaire                                  |
| 21 octobre 2008                                  | 7 janvier 2010                | Patrick Cassany  | PS        | Agent immobilier Adjoint au mmaire de Villeneuve-sur-Lot Conseiller général de Villeneuve-sur-Lot-Sud (2001 → 2015) |
| Communauté d'agglomération du Grand Villeneuvois |                               |                  |           | |
| 7 janvier 2010                                   | 17 juillet 2020               | Patrick Cassany  | PS        | Agent immobilier Maire de Villeneuve-sur-Lot (2012 → 2020) Conseiller général de Villeneuve-sur-Lot-Sud (2001 → 2015) Conseiller départemental de Villeneuve-sur-Lot-2 (2015 → 2021)                                             |
| 17 juillet 2020,                                 | 29 juillet 2024               | Guillaume Lepers | LR        | Directeur commercial chez Gifi Maire de Villeneuve-sur-Lot (2020 → 2024) Député de Lot-et-Garonne (3e circ.) (2024 → ) Conseiller départemental de Villeneuve-sur-Lot-1 (2015 → ) Démissionnaire après son élection comme député |
| 29 juillet 2024                                  | En cours (au 31 juillet 2024) | Gérard Régnier   |           | Retraité, ancien directeur de clinique Maire de Villeneuve-sur-Lot (2024 → ) |

### Compétences
L'intercommunalité exerce les compétences qui lui ont été transférées par les communes membres, dans les conditions déterminées par le code général des collectivités territoriales. Il s'agit : 
- développement économique  : zones d'activités, actions de développement économique d'intérêt communautaire : 
  - conduite d'opérations de promotion et de suivi du développement économique par l'organisation sur le territoire communautaire de congrès, de salons ou d'expositions ;
  - en complément des collectivités territoriales compétentes, l'attribution d'aides ou de subventions pour le développement des entreprises ;
  - la promotion et la commercialisation des zones d'activités communautaires ;
  - la promotion du territoire de la Communauté d'Agglomération et de ses entreprises ;
  - le soutien aux initiatives créatrices d'emplois pérennes dans les domaines de l'économie marchande, de l'économie solidaire et de l'économie sociale ;
  - pépinières et hôtels d'entreprises, équipement relais ;
  - adhésion à tout organisme public, privé ou associatif permettant l'optimisation du développement économique du Grand Villeneuvois ;
  - subventions à des organismes intervenant dans le domaine du soutien à l'emploi ;
  - soutien aux  actions permettant aux secteurs économiques du territoire de mettre en place des actions liées au développement d'activités, à l'innovation et à la recherche ou l'aménagement numérique ;
  - soutien à la transmission des exploitations agricoles et à l'installation des jeunes agriculteurs sur le territoire de la Communauté d'Agglomération ;
  - soutien aux pratiques respectueuses de l'environnement notamment en matière de biocarburant ;
  - le soutien à l'agrotourisme par la participation à des opérations locales de promotion des produits locaux. ;
  - pilotage d'opérations favorisant le lien emploi-formation, et l'insertion par l'activité économique ;
  - conduite d'opérations d'aménagement visant à renforcer l'attractivité, le développement local et la création d'entreprise ;
  - soutien aux projets innovants en facilitant l'accès aux TIC (très haut débit, numérique, tiers lieux...) ;
  - soutien et l'aide des projets économiques privés dans un cadre compatible avec le SRDEII de la Nouvelle-Aquitaine ;
  - soutien aux projets touristiques structurants pour le territoire ;
  - maîtrise d'ouvrage et financement des bâtiments destinés à des missions de service public ;
- Politique locale du commerce et du soutien aux activités commerciales ;
- Aménagement de_l'espace communautaire : Schéma de cohérence territoriale (SCoT), schémas de secteur, plan local d'urbanisme (PLU), carte communale et autres documents d'urbanisme, nouvelles zones d'aménagement concerté (ZAC) , droit de préemption urbain (DPU)  lors de la création de zones d'activités, schéma de développement commercial et élaboration d'une charte d'urbanisme commercial, organisation des transports urbains,opérations destinées à favoriser la présence des professionnels de santé sur le territoire communautaire ;
- Équilibre social de l'habitat : programme local de l'habitat (PLH), politique du logement d'intérêt communautaire, logement social d'intérêt communautaire, réserves foncières pour la mise en œuvre de la politique communautaire d'équilibre social de l'habitat , actions en faveur du logement des personnes défavorisées, amélioration du parc immobilier bâti d'intérêt communautaire ;
- Politique de la ville  : dispositifs contractuels de développement urbain, de développement local et d'insertion économique et sociale d'intérêt communautaire, dispositifs locaux, d'intérêt communautaire de prévention de la délinquance :
- Accueil des gens du voyage : aires d'accueil et des terrains familiaux locatifs  ;
- Assainissement ;
- Gestion des milieux aquatiques et prévention des inondations (GEMAPI) ;
- Voirie reconnue d'intérêt communautaire, y compris pistes cyclables et parcs de stationnements ;
- Protection et de mise en valeur de l'environnement et du cadre de vie : 	lutte contre la pollution de l'air, les nuisances sonores, soutien aux actions de maîtrise de la demande d'énergie et au développement des énergies renouvelables, collecte et traitement des déchets ménagers, entretien des berges du Lot et entretien des cours d'eau affluents du Lot situés sur le territoire des communes membres de la CAGV, chemins de randonnées (V.T.T., pédestre, équestre) reconnus d'intérêt communautaire ;
- Équipements culturels et sportifs d'intérêt communautaire ;
- Action sociale d'intérêt communautaire  : structures d'accueil de loisirs sans hébergement et structures d'accueil de petite enfance  reconnues d'intérêt communautaire, ·	l'animation d'une politique de développement des conditions d'accueil de la petite enfance ;
- Crématorium et d'un site cinéraire ;
- prestation de service au profit de ses membres ;
- Tourisme
- Instruction des autorisations d'urbanisme ;
- Actions en direction du jeune public dans le domaine de la  programmation de spectacles et de l'éducation artistique ;
- Subventions à des associations intervenant dans les domaines sportif, culture, économique et social

### Régime fiscal et budget
La communauté d'agglomération est un établissement public de coopération intercommunale à fiscalité propre.
Afin de financer l'exercice de ses compétences, l'intercommunalité perçoit, comme toutes les communautés d'agglomération, la fiscalité professionnelle unique (FPU) – qui a succédé à la taxe professionnelle unique (TPU) – et assure une péréquation de ressources.
Elle ne reverse pas de dotation de solidarité communautaire (DSC) à ses communes membres.